# Grases (Villaviciosa)
Grases ist eines von 41 Parroquias in der Gemeinde Villaviciosa der autonomen Region Asturien in Spanien.
Die 108 Einwohner (2011) leben in 12 Dörfern auf einer Fläche von 2,78 km².

## Geschichte
Die Besiedelung ist weit vor den Kelten durch die Asturer nachgewiesen.
Den wichtigsten Bevölkerungszuwachs erhielt Grases im römischen Reich, als eine große Umsiedlung der Zivilbevölkerung stattfand.

## Sehenswürdigkeiten
- Kapelle „Capilla de San Blas“
- Kirche „Iglesia de San Vicente“ in Grases von 1769
- Bekannt ist die Parroquia für die vielen, alten Wassermühlen und Horreos.
- Die Kirche „Iglesia de San Vicente“ in Grases und die Kapelle „Capilla de San Blas“ in Casquita sind Stationen am Jakobsweg, dem Camino de la Costa.

## Dörfer und Weiler im Parroquia
- Casquita – 16 Einwohner (2011) 43° 27′ 59″ N, 5° 27′ 42″ W
- El Mayorazo (El Mayorazu) – 1 Einwohner (2011)
- Grases de Abajo (Grases d'Abaxu) – 22 Einwohner (2011)
- Grases de Arriba (Grases d'Arriba) – 11 Einwohner (2011)
- La Barraca – 11 Einwohner (2011)
- La Llosa – unbewohnt (2011)
- La Mota – 5 Einwohner (2011)
- La Venta – 5 Einwohner (2011)
- Los Cuadros – 2 Einwohner (2011)
- Los Molinos – 1 Einwohner (2011)
- Maoxu – 34 Einwohner (2011)
- Sabudiego (Sabudiellu) – unbewohnt (2011)